# Окліни
Окліни (пол. Okliny) — село в Польщі, у гміні Віжайни Сувальського повіту Підляського воєводства.
Населення — 149 осіб (2011).
У 1975-1998 роках село належало до Сувальського воєводства.

## Демографія
Демографічна структура станом на 31 березня 2011 року:
|          | Загалом | Допрацездатний вік | Працездатний вік | Постпрацездатний вік |
| -------- | ------- | ------------------ | ---------------- | -------------------- |
| Чоловіки | 69      | 17                 | 46               | 6                    |
| Жінки    | 80      | 22                 | 41               | 17                   |
| Разом    | 149     | 39                 | 87               | 23                   |